# Arauzo (Salamanca)
Arauzo es un despoblado español del municipio de Nava de Sotrobal, perteneciente a la provincia de Salamanca, en la comunidad autónoma de Castilla y León.

## Historia
Hacia mediados del siglo XIX, el lugar, ya por entonces perteneciente a Nava, tenía contabilizada una población de diez habitantes. Aparece descrito en el segundo volumen del Diccionario geográfico-estadístico-histórico de España y sus posesiones de Ultramar de Pascual Madoz con las siguientes palabras:

ARAUZO: desp. sujeto al ayunt. de la Nava en la prov. de Salamanca (5 3/4 leg.), part. jud. de Peñaranda de Bracamonte (5/4): sit. en un llano á la orilla der. del r. Almar, y sacudido por todos los vientos: tiene 2 casas de un solo piso, bien distribuida, la una para la labor y custodia de los ganados, y estrecha la otra, conservándose las ruinas de la pequeña igl. de la ant. pobl.: las personas que habitan las casas, asi como los ganados, beben el agua del r. Confina por el N. con el Villar de Gallimazo, (3/8 de leg.), E. con Peñaranda (1/4), S. con la Nava (1/8), y O. con Alconada y Ventosa (1/4), y ocupa una estension de 5,420 huebras de terreno bastante llano, de las cuales 1,910 son de labor, 1,310 de pastos y 2,200 de monte de encina alto y bajo: las primeras que por tener mucha guija, son de costoso laboreo, están cultivadas en su mayor parte por los vec. de Ventosa, á 3 hojas, con 60 huebras de erial necesario, y su calidad es mediana con nuevas encinas de mérito superior: las labores se hacen con 2 pares de bueyes; los pastos son riquísimos y han alimentado por muchos años los celebrados toros de la ganaderia del Sr. Gaviria; y el monte se ha repuesto ya de las considerables pérdidas que sufrió durante la guerra de la Independencia: atraviesa el térm. de S. á N. el r. Almar de curso perenne, aunque de corto raudal, que despues de fertilizar unas 100 huebras de pastos, y de dar impulso á un molino harinero con 2 piedras, que generalmente solo trabaja en primavera é invierno, se introduce en el Tórmes. Los caminos, ó mas bien veredas, que dirijen á los pueblos inmediatos se hallan en buen estado, por ser el terreno llano: la carretera de Madrid á Salamanca, usada solo en el buen tiempo por carruajes, le deja 2 tiros de bala al S., y tambien le toca algo por esta parte la cañada que viene del terr. de Ragama, pasa por Aldeaseca y Peñaranda y continua por la Navilla: prod.: cereales, bellota, ganados y caza menor, especialmente conejos: pobl.: 2 vec.: 10 hab.: cap. terr. prod.: 1.162,550 rs.: imp.: 58,127 rs.: en arrendamiento produce anualmente 50,000 rs.
(Madoz, 1845, p. 453)

En 2022, no tenía empadronado ningún habitante.